# كوينتن ويستبرغ
كوينتن ويستبرغ (بالفرنسية: Quentin Westberg)‏ هو لاعب كرة قدم فرنسي في مركز حراسة المرمى، ولد في 25 أبريل 1986 في سوريسن في فرنسا. شارك مع منتخب الولايات المتحدة تحت 17 سنة لكرة القدم ومنتخب الولايات المتحدة تحت 20 سنة لكرة القدم ومنتخب الولايات المتحدة تحت 23 سنة لكرة القدم. أما مع النوادي، فقد لعب مع نادي إيفيان ونادي تروا ونادي تور ونادي ساربسبورغ 08 ونادي لوزيناك.

## وصلات خارجية
- كوينتن ويستبرغ على موقع رابطة كرة القدم الفرنسية للمحترفين (الإنجليزية)
- كوينتن ويستبرغ على موقع الدوري الأمريكي (الإنجليزية)
- كوينتن ويستبرغ على موقع إي إس بي إن إف سي (الإنجليزية)
- كوينتن ويستبرغ على موقع قاعدة بيانات كرة القدم.إي يو (الإنجليزية)
- كوينتن ويستبرغ على موقع ليكيب (الفرنسية)
- كوينتن ويستبرغ على موقع Soccerbase.com (لاعب) (الإنجليزية)
- كوينتن ويستبرغ على موقع Soccerway.com (الإنجليزية)